# Jan Buczek (agronom)
Jan Buczek – polski agronom, dr hab. nauk rolniczych, profesor uczelni Instytutu Nauk Rolniczych, Ochrony i Kształtowania Środowiska, Kolegium Nauk Przyrodniczych Uniwersytetu Rzeszowskiego.

## Życiorys
27 kwietnia 2000 obronił pracę doktorską Zawartość metali ciężkich w glebie i roślinach wzdłuż szlaków komunikacyjnych południowo-wschodniej Polski, 8 grudnia 2016 habilitował się na podstawie pracy zatytułowanej Ocena wybranych czynników agrotechnicznych w efektywności uprawy form jarych i ozimych pszenicy. Został zatrudniony na stanowisku adiunkta w Katedrze Produkcji Roślinnej na Wydziale Biologicznym i Rolniczym Uniwersytetu Rzeszowskiego.
Jest profesorem uczelni w Instytucie Nauk Rolniczych, Ochrony i Kształtowania Środowiska, Kolegium Nauk Przyrodniczych Uniwersytetu Rzeszowskiego.